# Talloires-Montmin
Talloires-Montmin é uma comuna francesa na região administrativa da Alta Saboia, região de Auvérnia-Ródano-Alpes. Estende-se por uma área de 36,98 km². Em 2010 a comuna tinha 2 039 habitantes (densidade: 55,1 hab./km²).
A municipalidade foi estabelecida em 1 de janeiro de 2016 e consiste na fusão das antigas comunas de Talloires e Montmin.